# ليزلي إيفانز
ليزلي إيفانز (بالإنجليزية: Leslie Evans)‏ هي موظفة مدنية بريطانية، ولدت في 11 ديسمبر 1958 في أيرلندا الشمالية في المملكة المتحدة.